# Óscar Muñoz Oviedo
Óscar Muñoz Oviedo (ur. 9 maja 1993) – kolumbijski zawodnik taekwondo.
W 2012 roku zdobył brązowy medal na letnich igrzyskach olimpijskich w Londynie w kategorii do 58 kg.